# Tromboncino

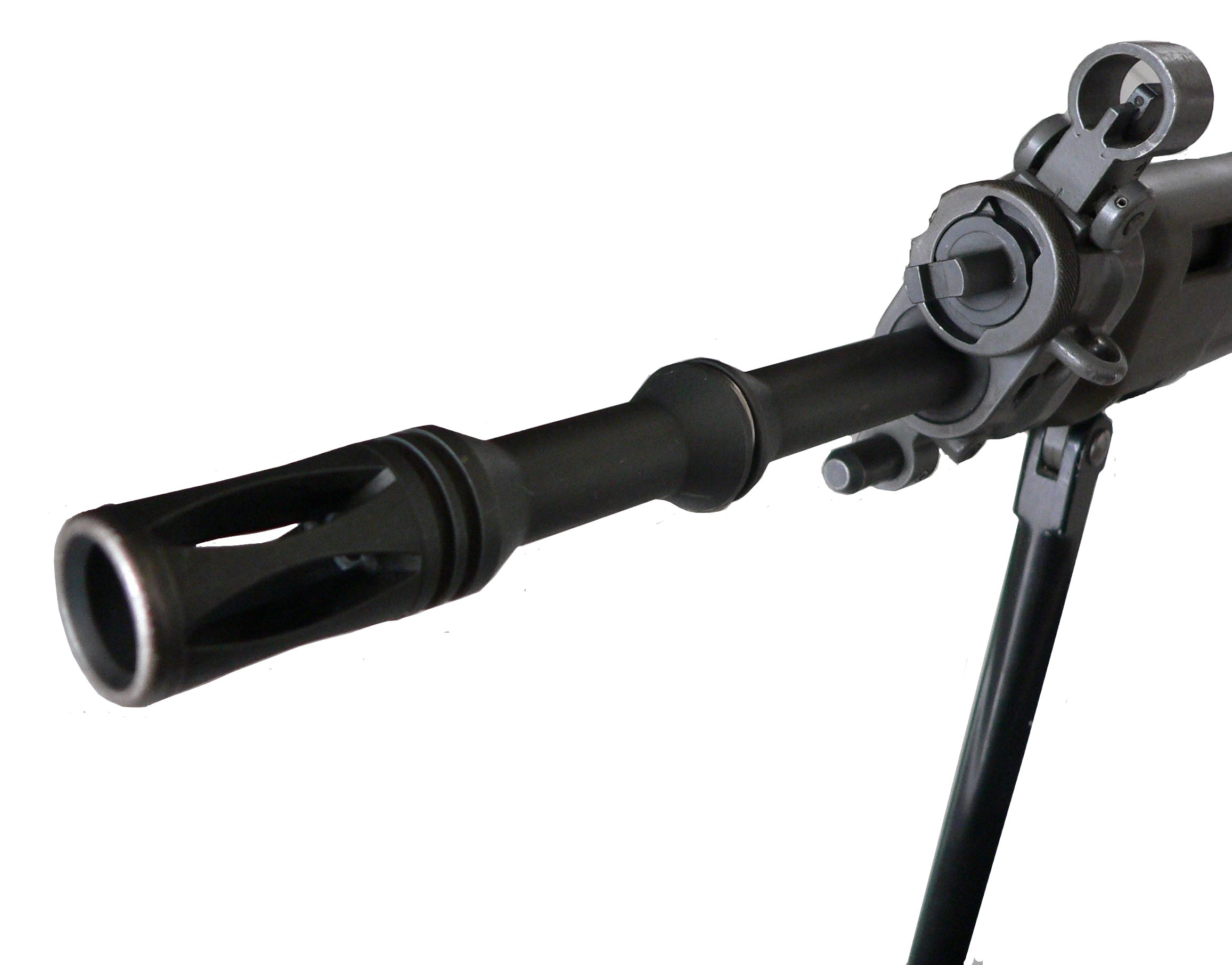
Tromboncino rompifiamma del fucile d'assalto Sig 550.

Il tromboncino è un accessorio, utilizzato in ambito militare, da applicare alla canna del fucile. Ha la finalità di ottenere vari effetti in relazione alla tipologia usata.

## Tipologie
I principali tipi di questo oggetto sono:
- il tromboncino spegnifiamma ("antibagliore" o "antivampa"), che serve a ridurre la vampata di fuoco e fumo alla bocca (parte terminale della volata) del fucile, oltre che ad ammortizzarne il rumore ed il rinculo;

- il tromboncino rompifiamma, che serve a disperdere la vampata alla bocca dell'arma, per rendere più difficile l'esatta individuazione del posizionamento del tiratore;

- il tromboncino lanciagranate, che spesso ha anche la funzione di rompi o spegnifiamma.

Quest'ultimo serve a lanciare apposite granate da fucile, come le Energa italiane o come le vecchie Benaglia, sempre italiane, della prima guerra mondiale, in modo da disporre di una buona potenza di fuoco immediata. Attualmente è stato sostituito dal lanciagranate da 40mm indipendente dallo sparo del fucile e applicato sotto la canna di questo con congegno di sparo indipendente dal grilletto del fucile.
I tromboncini differiscono grandemente dai freni di bocca, dispositivi molto più complessi posti sulla volata di una bocca di fuoco, che sia leggera o d'artiglieria, per redirezionare i gas in uscita diminuendo sia il rinculo che l'alzo della canna dopo lo sparo.